# Calycanthus

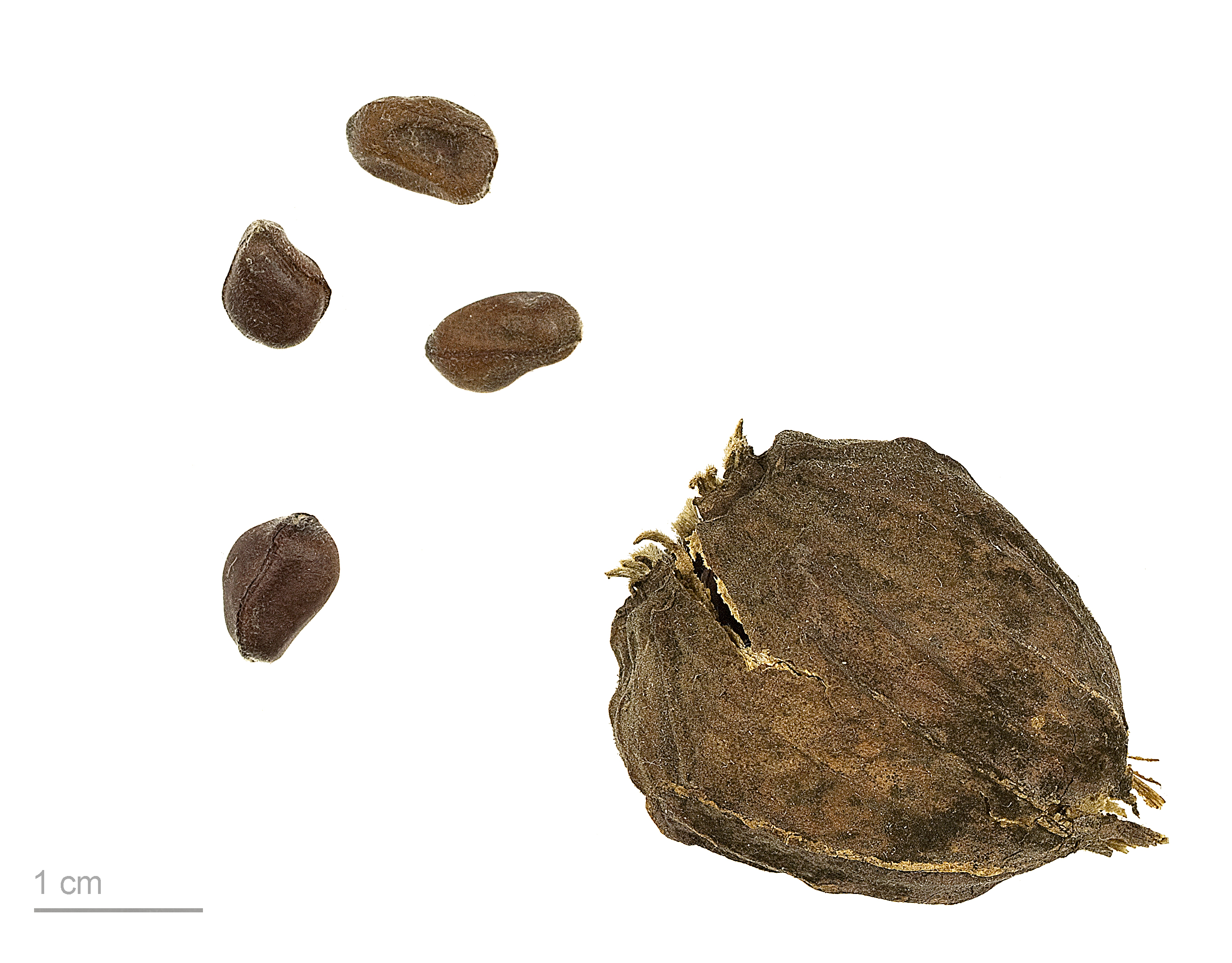
Calycanthus floridus

Calycanthus es un género de plantas de la familia Calycanthaceae, con hasta ocho especies, aunque existe bastante controversia sobre su número. 

## Distribución geográfica
Se distribuye de manera natural en América del Norte y en China.

## Descripción
Son arbustos caducifolios que crecen hasta los 2-4 m de altura.  Las hojas son opuestas, enteras, de 5-15 cm de largo y 2-6 cm de ancho. Las flores se producen a principios de verano después de las hojas, tienen 4-7 cm de ancho, con numerosos pétalos en espiral, estrechos de color rojo oscuro  (parecido a una pequeña flor de magnolia), están fuertemente perfumadas. El fruto es una cápsula elíptica seca de 5-7 cm de largo que contiene numerosas semillas. 

## Especies
- Calycanthus chinensis[4]
- Calycanthus floridus[5]
- Calycanthus glaucus
- Calycanthus occidentalis - Calicanto de California[6] [7]
- Calycanthus praecox
- Calycanthus sterilis

## Cultivo

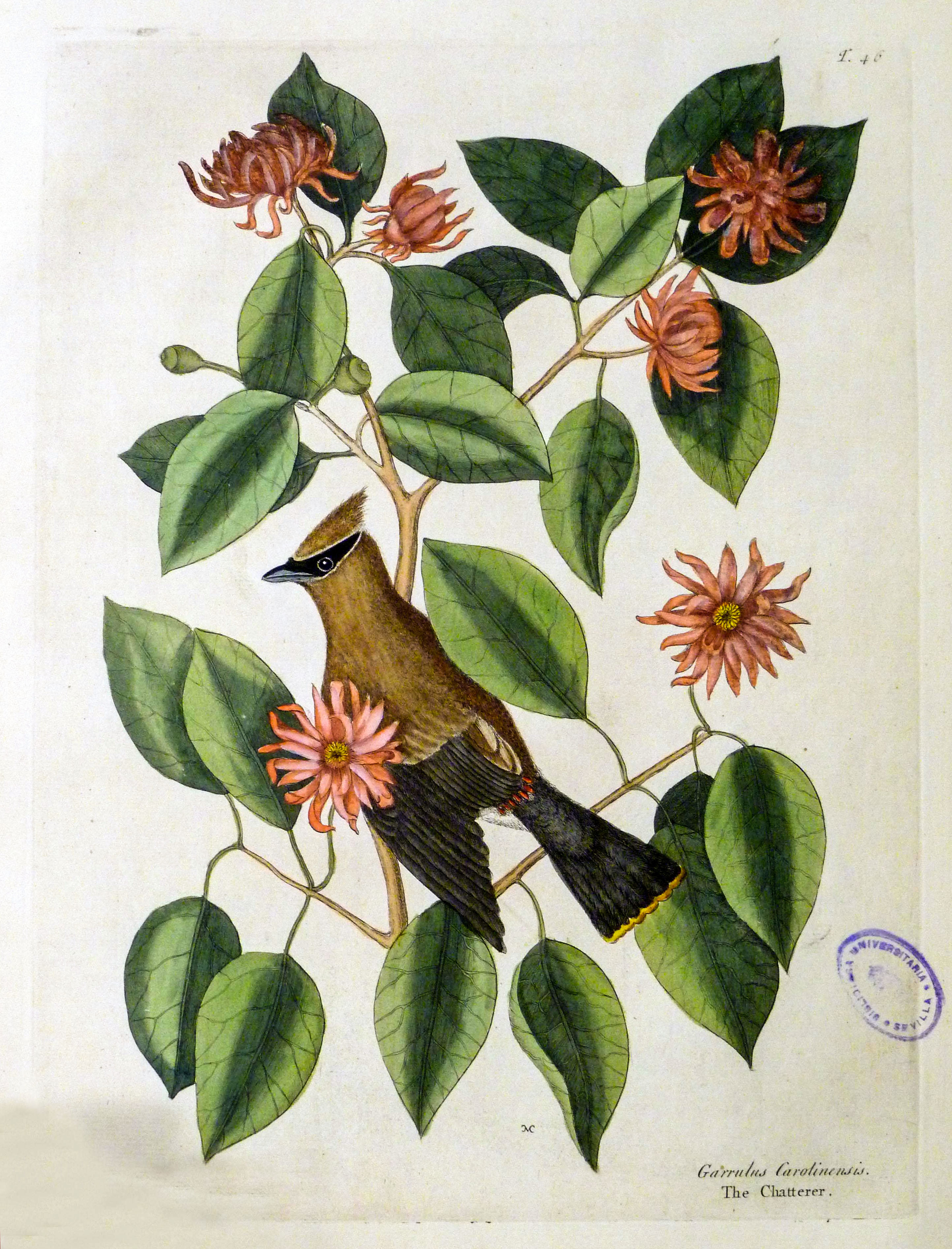
La ilustración más antigua de Calycanthus floridus, de una obra publicada a partir de 1731.

Las especies de Calycanthus se cultivan como plantas ornamentales; en particular C. floridus se usa para adornar jardines o como cerca viva, formando setos.   El naturalista inglés Mark Catesby dibujó la especie como percha para un ave que llamó "Garrulus Carolinensis, el parlanchín" (ahora Bombycilla cedrorum) en una obra publicada a partir de 1731. Señaló que el arbusto se distribuía en zonas montañosas remotas, y que tenía una corteza "tan olorosa como la canela". Los agricultores coloniales de las Carolinas lo trasplantaron a sus jardines, y el botánico Peter Collinson se lo describió a Linneo y lo importó a Inglaterra desde Charleston, en la provincia de Carolina del Sur, alrededor de 1756.
Calycanthus occidentalis se planta en jardines tradicionales, y en proyectos de paisajismo y restauración de hábitats.  
Calycanthus chinensis se introdujo como especie cultivada tanto en Estados Unidos como en el Reino Unido desde el Jardín Botánico de Shanghai, en la década de 1980.  Desde entonces se ha utilizado ampliamente en el mejoramiento de otros cultivares.

### Hibridación
Se han producido varios híbridos y cultivares con la intención de combinar el tamaño de flor más grande de C. chinensis con el color y el aroma de las dos especies norteamericanas. El híbrido entre C. chinensis y el colorido de C. floridus ha sido nombrado C. × raulstonii . El cruce original recibió el nombre de 'Hartlage Wine', en honor al estudiante Richard Hartlage, quien realizó los primeros cruces. El cruce 'Venus' involucra también a C. occidentalis.
Los cultivares híbridos incluyen:
- 'Afrodita' ( C. chinensis × C. occidentalis ) – EE. UU.; flores grandes de color púrpura rojizo con marcas amarillas en los tépalos internos, que nacen en tallos relativamente largos; temporada de floración larga.
- 'Hartlage Wine' ( C. × raulstonii ) – EE. UU., 1991; se parece a C. chinensis en tamaño de hojas y flores, con el color de flor de C. floridus; puede alcanzar 2 m (7 ft) de altura; recibió el Premio al Mérito de Jardinería de la Royal Horticultural Society.[18]
- 'Hongyun' ( C. × raulstonii ) – China, 2001; flores grandes de C. chinensis con el color rojo de C. florido
- 'Solar Flare' ( C. × raulstonii ) – EE. UU., 2003–2006; similar a 'Hartlage Wine' pero con hojas más grandes y gruesas y flores más pequeñas; parece ser más resistente a las heladas que 'Hartlage Wine'.
- 'Venus' ( C. × raulstonii × [ C. chinensis × C. occidentalis ]) – flores blancas grandes, marcadas con amarillo y morado en el centro; fuertemente fragantes.[16] [19]

Algunos cultivares de Calycanthus
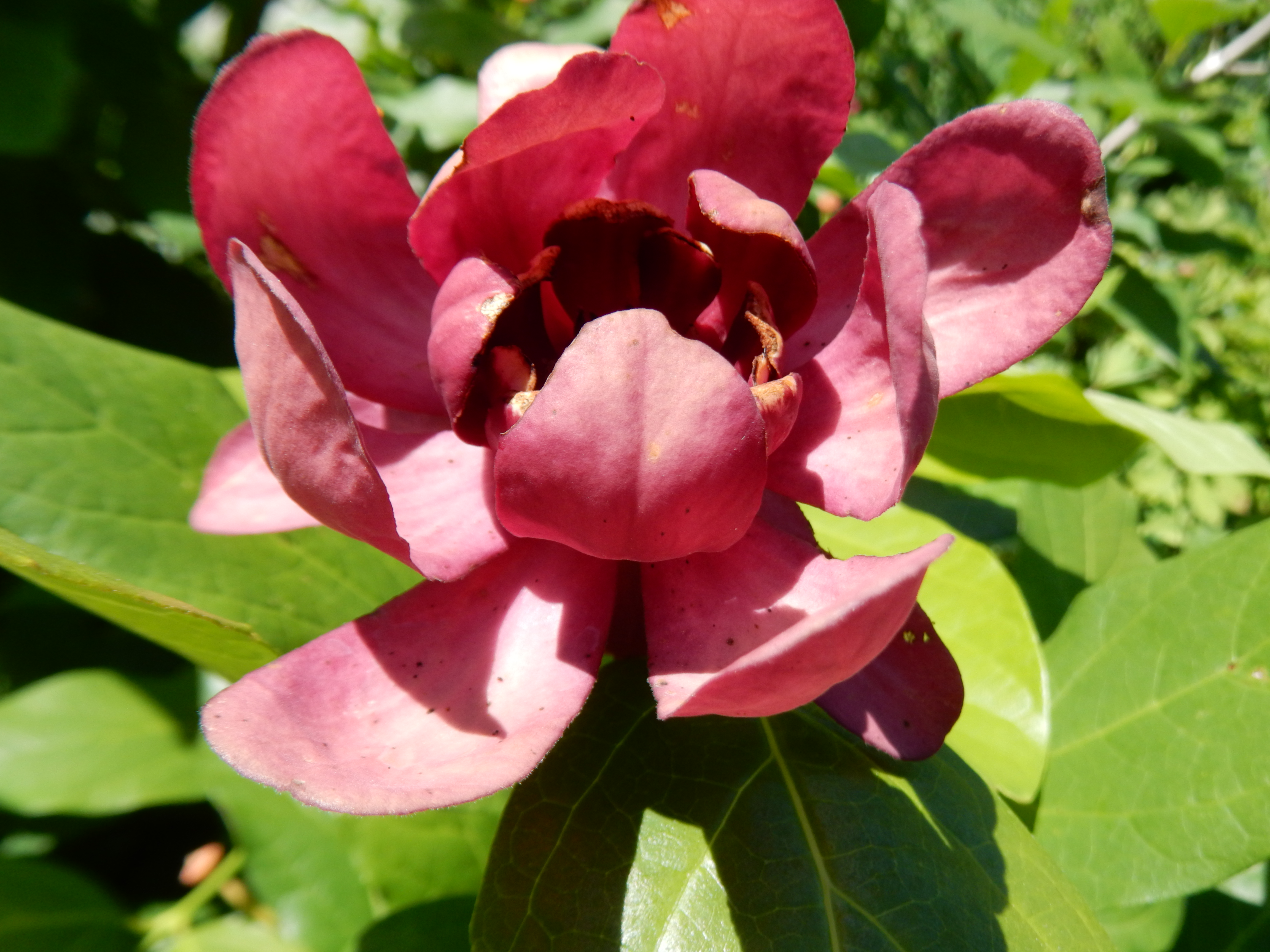
Calycanthus 'Afrodita'
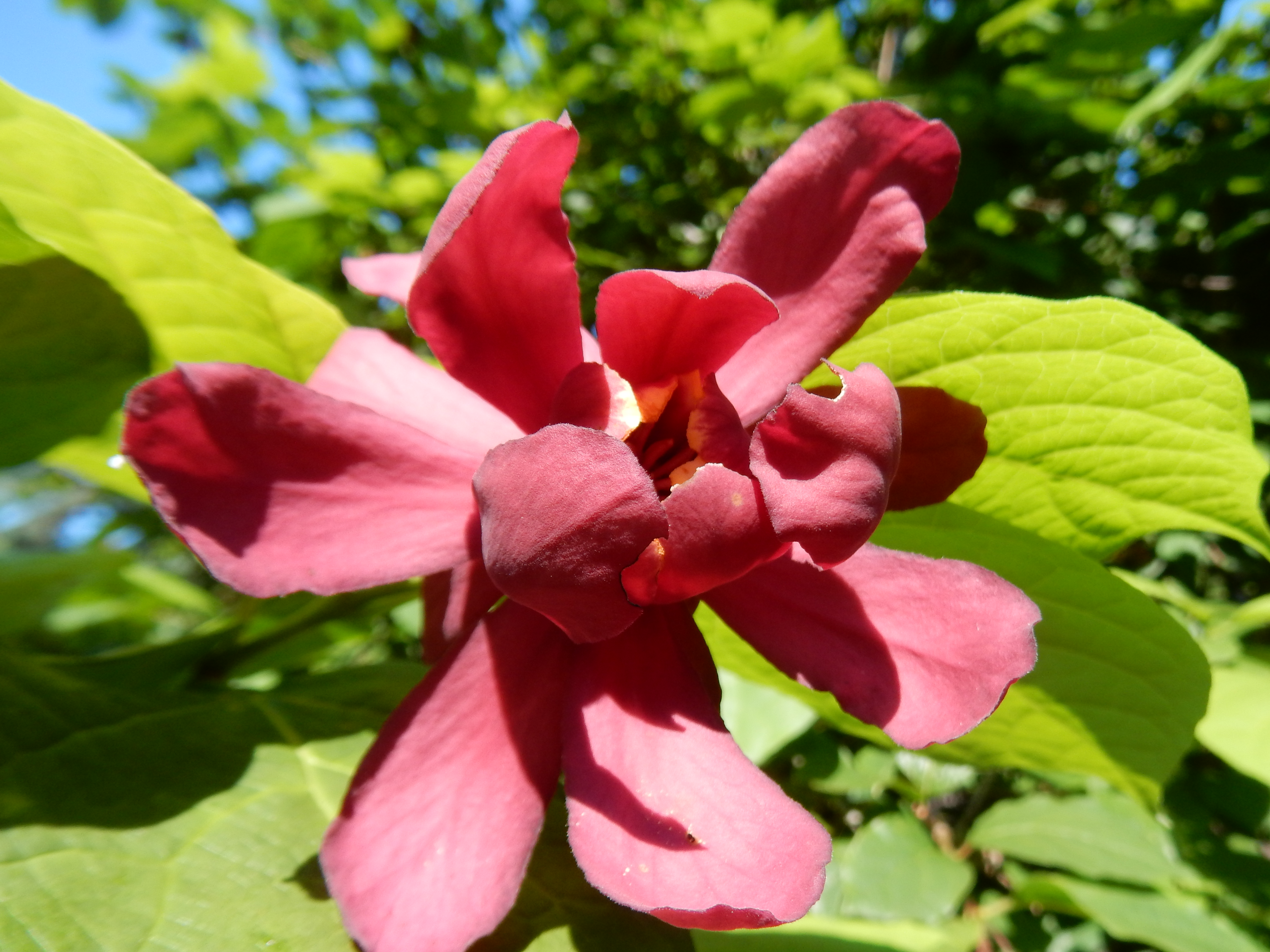
Calycanthus × raulstonii 'Hartlage Wine'
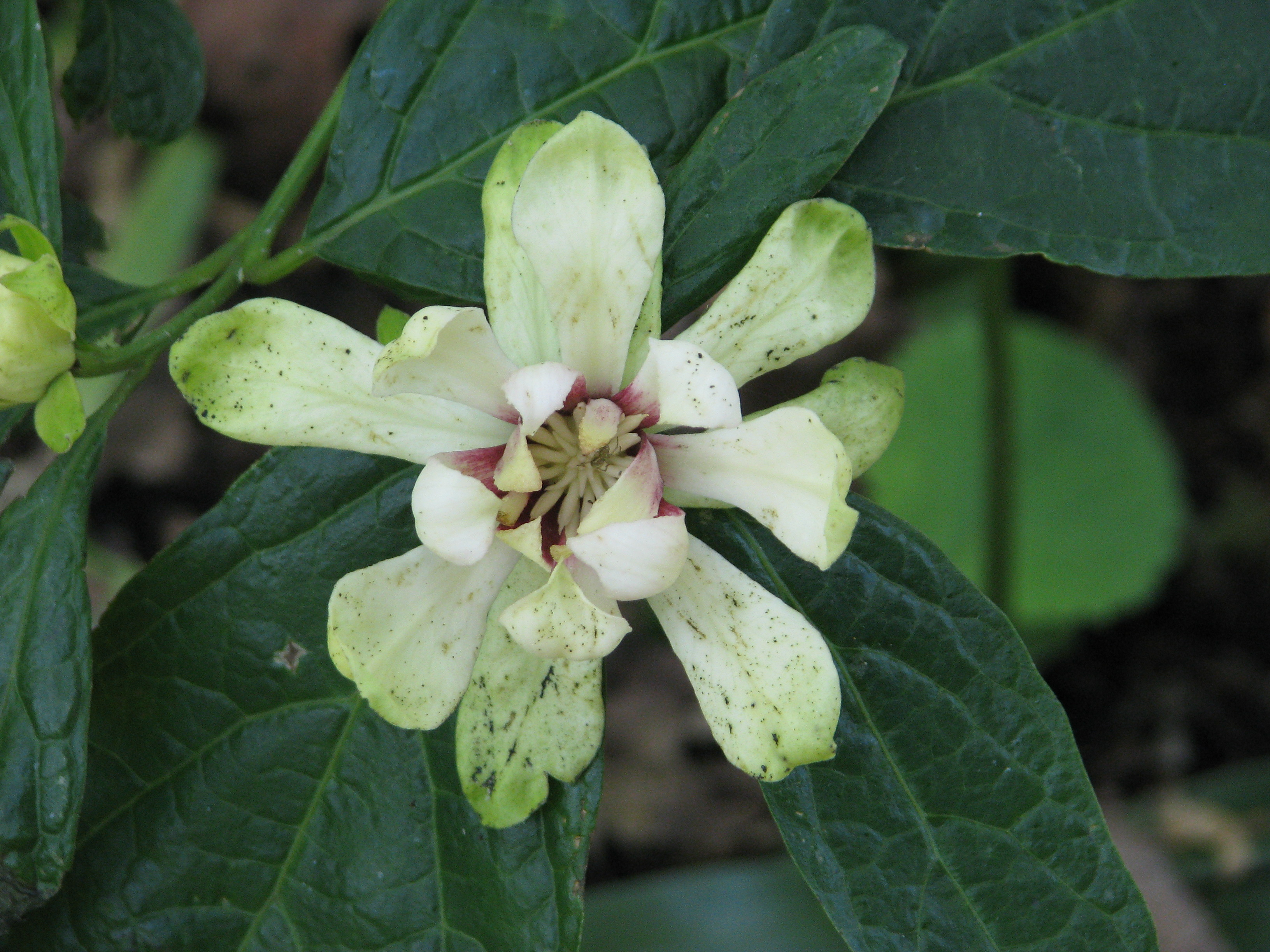
Calycanthus 'Venus'